# Belle Vue Island
Belle Vue Island ist eine Insel im Lake Manapouri, der Region Southland, im Süden der Südinsel von Neuseeland.

## Geographie
Belle Vue Island befindet sich im südöstlichen Teil des Lake Manapouri, rund 500 m vor dem Eingang zur Circle Cove, einer Bucht des Sees. Die Insel besitzt eine Länge von rund 195 m in Südwest-Nordost-Richtung und eine maximale Breite von rund 75 m in Nordwest-Südost-Richtung. Bei einer Seehöhe von 178 m ragt die Insel bis zu 11 m aus dem See heraus. Belle Vue Island umfasst eine Fläche von insgesamt 0,9 Hektar.
Westlich von Belle Vue Island befindet sich in einer Entfernung von rund einem Kilometer die Insel Mahara Island und rund 2,3 km in nordnordwestlicher Richtung Holmwood Island.
Die Insel ist gänzlich bewaldet.